# Marcelino Bernal
Marcelino Bernal Pérez (født 7. maj 1962 i Tepic, Mexico) er en tidligere mexicansk fodboldspiller (midtbane).
Bernal tilbragte hele sin 18 år lange karriere i hjemlandet, hvor han blandt andet var tilknyttet CF Pachuca, Puebla FC og Deportivo Toluca. Med både Puebla og Pachuca var han med til at vinde det mexicanske mesterskab, mens det hos Puebla også blev til to pokaltitler.
Bernal spillede desuden 65 kampe og scorede fem mål for Mexicos landshold. Han repræsenterede sit land ved både VM i 1994 i USA og VM i 1998 i Frankrig. Han var også med til at vinde bronze ved Confederations Cup 1995.

## Titler
Liga MX
- 1990 med Puebla FC
- 1999 med CF Pachuca

Copa MX
- 1988 og 1990 med Puebla FC